# Veek

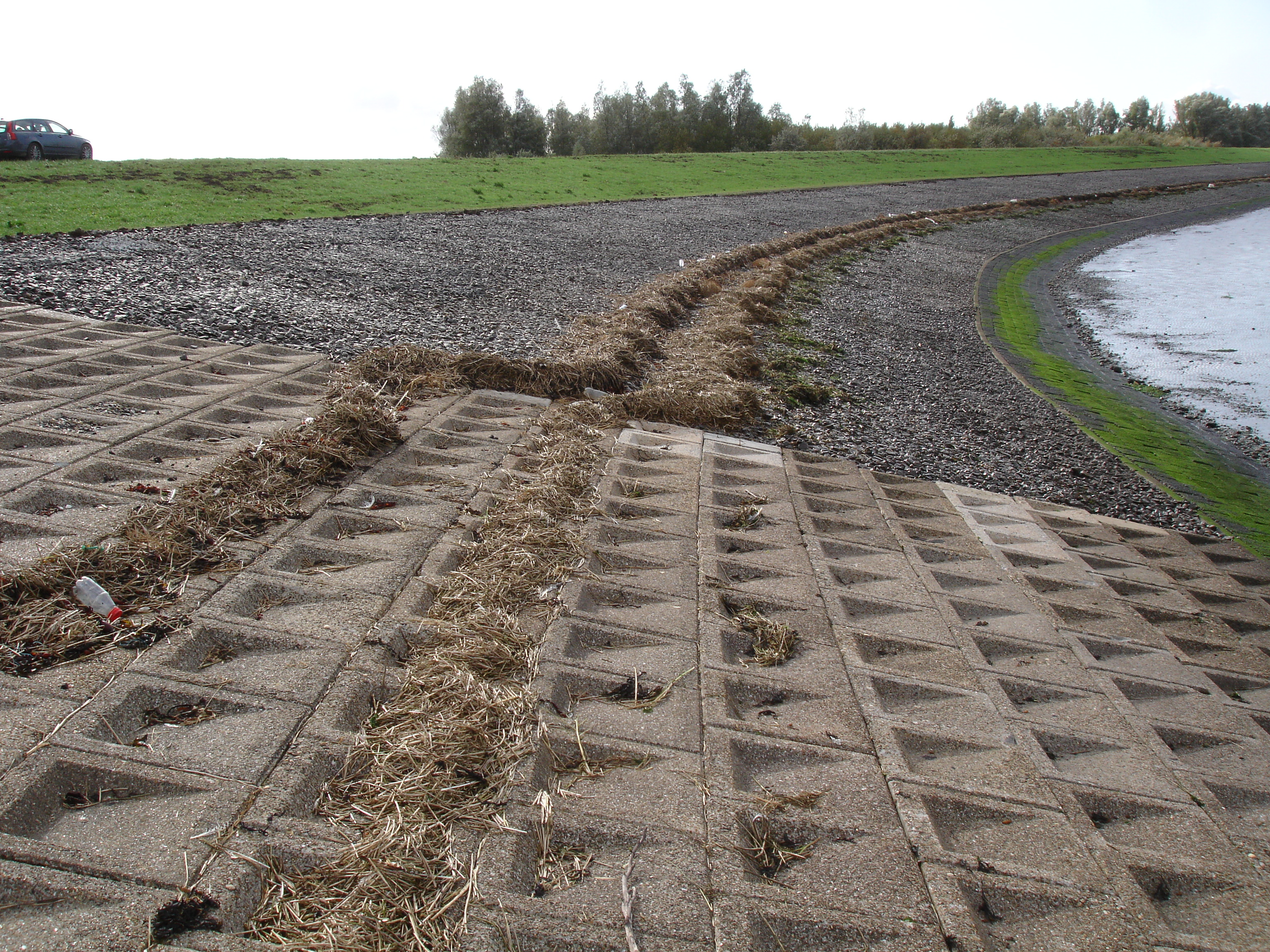
Veekmerk langs de Bathpolder, Zeeland

Veek (ook: deek of daak) is op zee of rivieren drijvend afval.
Veek is veelal van organische overblijfsels (zeewier, takken), maar kan ook bestaan uit in het water gevallen of gegooid menselijk afval.
Veek dat op dijken aanspoelt moet worden opgeruimd, omdat het in grote hoeveelheden schade kan aanbrengen aan het dijklichaam, bijvoorbeeld bij het verwaaien. Veek wordt verzameld en afgevoerd. Verbranden, zoals in het verleden gebeurde, is niet meer toegestaan.

## Drijfhout
Grote stukken hout, drijfhout genaamd, kunnen vaak nog nuttig worden gebruikt. Soms spoelen gehele bomen aan die op een natuurlijke wijze in het water terecht zijn gekomen. Langs de Oostzee groeien bossen soms tot enkele meters van de vloedlijn.